# Rina Chikano
Rina Chikano (近野莉菜, Chikano Rina, née le 23 avril 1993 à Tōkyō, Japon) est une chanteuse et idole japonaise, membre du groupe de J-pop AKB48 (Team B). Elle est sélectionnée en 2008, puis débute en 2009 avec la Team K.